# Igor Protti
Igor Protti (Rimini, 1967. szeptember 24. –) olasz labdarúgó, csatár.

## Sikerei, díjai
AS Bari
- Olasz bajnokság (Serie A)
  - gólkirály: 1995–96 (24 góllal, Giuseppe Signorival holtversenyben)[1]

 Lazio
- Olasz szuperkupa (Supercoppa Italiana)
  - győztes: 1998

 Livorno
- Olasz bajnokság (Serie B)
  - gólkirály: 2002–03 (23 góllal)[2]